# Crostafels-Klasse (1966)
Die als Crostafels-Klasse bezeichnete Schiffsklasse, beziehungsweise als Typ WN benannte Schiffstyp ist eine Baureihe von sechs Frachtschiffen der Bremer Reederei DDG „Hansa“. Die neuen Schnellfrachter waren die ersten Tagwachenschiffe der Reederei.

## Geschichte
Die „WN“-Baureihe baute auf den Rumpflinien und dem Grundentwurf der Wartenfels-Klasse auf, besaß aber ausschließlich achtere Brückenaufbauten. Trotz dieser schon Ende der 1950er Jahre konstruierten Basis setzte die DDG „Hansa“ mit dem Schiffstyp „WN“ eine Reihe von Innovationen um. Zum einen waren die Schwergutschiffe als Schnellfrachter ausgelegt, um dem Zeitausfall durch Wartezeiten in den seinerzeit chronisch verstopften Häfen ihres Fahrtgebietes zu begegnen. Darüber hinaus waren die Crostafels-Schiffe die ersten der Reederei, welche durch ein aufwendiges Überwachungssystem einen echten 16-stündigen wachfreien Maschinenbetrieb erlaubten. Das Ladegeschirr bestand aus einem durchschwenkbaren 150-Tonnen-Stülckenbaum, acht 5/10-Tonnen-Ladebäumen, zwei 5-Tonnen-Ladebäumen und zwei fahrbaren 5-Tonnen-Kränen. Die Konstruktion des Hauptdecks war für eine höhere Decksbelastung verstärkt worden und die Holzlukendeckel der früheren Baureihen wurden beim „WN“-Typ durch MacGregor Single-Pull-Lukendeckel abgelöst.

### Bau
Die Kiellegung zum ersten Schiff der neuentwickelten Baureihe erfolgte am 7. Juni 1966. Nachdem am 28. Oktober 1966 der Stapellauf der Bau-Nr. 1360 bei der A.G. „Weser“ erfolgte, wurde die fertiggestellte Crostafels am 28. Dezember 1966 an die Reederei abgeliefert. Genau neun Monate später, am 28. September 1967 konnte die Reederei das letzte Schiff des Sextetts, die Kybfels übernehmen.

### Einsatzzeit
Die DDG „Hansa“ beschäftigt den Typ WN im Schnelldienst in ihr angestammtes Fahrtgebiet zur Ostküste des indischen Subkontinents und nach Pakistan. In den Jahren 1978/79 veräußert die Hansa alle Schiffe für Erlöse von jeweils 5,5 bis 6 Millionen DM an verschiedene Reedereien.

## Die Schiffe
| Die Frachtmotorschiffe des Typ „WN“ / Crostafels-Klasse | Die Frachtmotorschiffe des Typ „WN“ / Crostafels-Klasse | Die Frachtmotorschiffe des Typ „WN“ / Crostafels-Klasse | Die Frachtmotorschiffe des Typ „WN“ / Crostafels-Klasse | Die Frachtmotorschiffe des Typ „WN“ / Crostafels-Klasse |
| ------------------------------------------------------- | ------------------------------------------------------- | ------------------------------------------------------- | ------------------------------------------------------- | ------------------------------------------------------- |
| Bauname                                                 | Stapellauf Ablieferung                                  | Bau- nummer                                             | Vermessung                                              | Verbleib                                                |
| Crostafels                                              | 28. Oktober 1966 28. Dezember 1966                      | 1360                                                    | 9600 BRT                                                | Abbruch ab 2. April 1997 in Calcutta                    |
| Schönfels                                               | 25. November 1966 30. Dezember 1966                     | 1361                                                    | 9565 BRT                                                | 1999 im chinesischen Seeschiffsregister gelöscht        |
| Falkenfels                                              | 21. Februar 1967 30. April 1967                         | 1362                                                    | 9565 BRT                                                | Abbruch ab 1. August 1985 in Alang                      |
| Birkenfels                                              | 22. März 1967 13. Juni 1967                             | 1363                                                    | 9565 BRT                                                | Abbruch ab Oktober 1993 in China                        |
| Hohenfels                                               | 20. Juli 1967 30. August 1967                           | 1364                                                    | 9565 BRT                                                | Abbruch ab 2. Juli 1985 in Alang                        |
| Kybfels                                                 | 3. August 1967 28. September 1967                       | 1365                                                    | 9427 BRT                                                | Abbruch ab 29. September 1996 in Calcutta               |